# Giovanny Espinoza
Giovanny Patricio Espinoza Pabón (Chalguayacu, 12 april 1977) is een voormalig profvoetballer uit Ecuador die speelde als verdediger. Zijn bijnaam luidde La Sombra, wat staat voor De Schaduw. Espinoza was een verdediger.

## Clubcarrière
In eigen land begon Espinoza bij Sociedad Deportiva Aucas dat hem verhuurde aan het Mexicaanse CF Monterrey. Vervolgens speelde hij bij LDU Quito. Sinds begin 2007 speelde hij bij SBV Vitesse in Arnhem, waar hij op 10 februari 2007 zijn debuut heeft gemaakt tegen SC Heerenveen. Begin januari 2008 leek hij terug te gaan naar LDU Quito waarvan hij gehuurd werd. Op 14 januari werd echter bekend dat Espinoza een contract getekend had bij het Braziliaanse Cruzeiro EC. In 2009 speelde hij voor Barcelona Guayaquil en in het seizoen 2009/10 stond hij kort, zonder in actie te komen, onder contract bij Birmingham City FC. In 2010 en 2011 speelde Espinoza voor Unión Española en hij besloot zijn loopbaan eind 2013 bij LDU Quito.

## Interlandcarrière
Espinoza speelde zijn eerste interland op 25 juni 2000 tegen Panama. Hij maakt deel uit van de selectie voor het WK voetbal 2006 en speelde tot en met 10 juni 2009 in totaal 90 interlands, waarin hij tweemaal tot scoren kwam.
| WK-statistieken           | Club      | Positie    | W |   |   | D | A |   |   |   |
| ------------------------- | --------- | ---------- | - | - | - | - | - | - | - | - |
| WK voetbal 2006 - Ecuador | LDU Quito | Verdediger | 4 | 0 | 0 | 0 | 0 | 0 | 0 | 0 |

## Clubstatistieken
| Seizoen   | Club            | Competitie                 | Duels | Goals |
| --------- | --------------- | -------------------------- | ----- | ----- |
| 1997-2001 | SD Aucas        | Campeonato Ecuatoriano     | 137   | 3     |
| 2001-2002 | CF Monterrey    | Primera División de México | 6     | 0     |
| 2002      | SD Aucas        | Campeonato Ecuatoriano     | 24    | 3     |
| 2003-2006 | LDU Quito       | Campeonato Ecuatoriano     | 144   | 9     |
| 2007-2008 | Vitesse         | Eredivisie                 | 28    | 0     |
| 2008-2009 | Cruzeiro        | Campeonato Brasileiro      | 25    | 1     |
| 2009      | Barcelona SC    | Campeonato Ecuatoriano     | 15    | 0     |
| 2009-2010 | Birmingham City | Premier League             | 0     | 0     |
| 2010-2011 | Unión Española  | Primera División           | 32    | 0     |
| 2012-2013 | LDU Quito       | Campeonato Ecuatoriano     | 42    | 0     |

## Erelijst
LDU Quito
- Campeonato Ecuatoriano

2003, Apertura 2005